# Bravida Arena
La Bravida Arena est un stade multi-usage situé à Göteborg, en Suède. Il est principalement utilisé pour le football et accueille les rencontres à domicile du BK Häcken.
Il est situé sur l'île d'Hisingen, dans le quartier de Lundby. Sa capacité est de 6 300 spectateurs et il est ouvert en juin 2015. L'enceinte a été bâtie à l'emplacement du Rambergsvallen, l'ancien stade du BK Häcken.

## Histoire

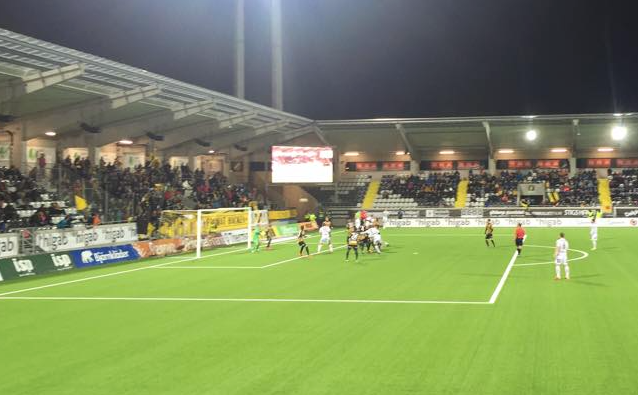
Match entre le BK Häcken et le GIF Sundsvall le 19 octobre 2015.

Un accord a été trouvé pour la construction d'un nouveau stade entre le BK Häcken et la municipalité de Göteborg à la suite de la décision de la Fédération suédoise de football de changer les règles pour les enceintes d'Allsvenskan.
La Bravida Arena a été inaugurée le 25 juin 2015 lors d'un match d'Allsvenskan opposant le BK Häcken à Helsingborgs IF. Celui-ci a attiré 6 000 spectateurs et s'est soldé par la victoire 3-2 du BK Häcken.
Le record d'assistance dans le nouveau stade a été réalisé lors d'un derby contre l'IFK Göteborg le 16 septembre 2016 avec 6 380 spectateurs.